# 飛翔吧！埼玉
《飛翔吧！埼玉》是日本漫畫家魔夜峰央創作的日本漫畫作品。連載於1982年至1983年。該漫畫本來默默無聞，但在2015年突然在網路上引發話題，被寶島社重新出版，還被綜藝節目月曜夜未央介紹。2019年，改編為電影。2023年11月，续集上映。

## 票房
| 上一届： 《哥吉拉-1.0》 | 2023年日本週末票房冠军 第47-48週 | 下一届： 《旺卡》 |